# Pont-de-Larn
Pont-de-Larn é uma comuna francesa na região administrativa da Occitânia, no departamento de Tarn. Estende-se por uma área de 34.51 km², e possui 2.796 habitantes, segundo o censo de 2018, com uma densidade de 81 hab/km².